# St. Michael (Marktzeuln)

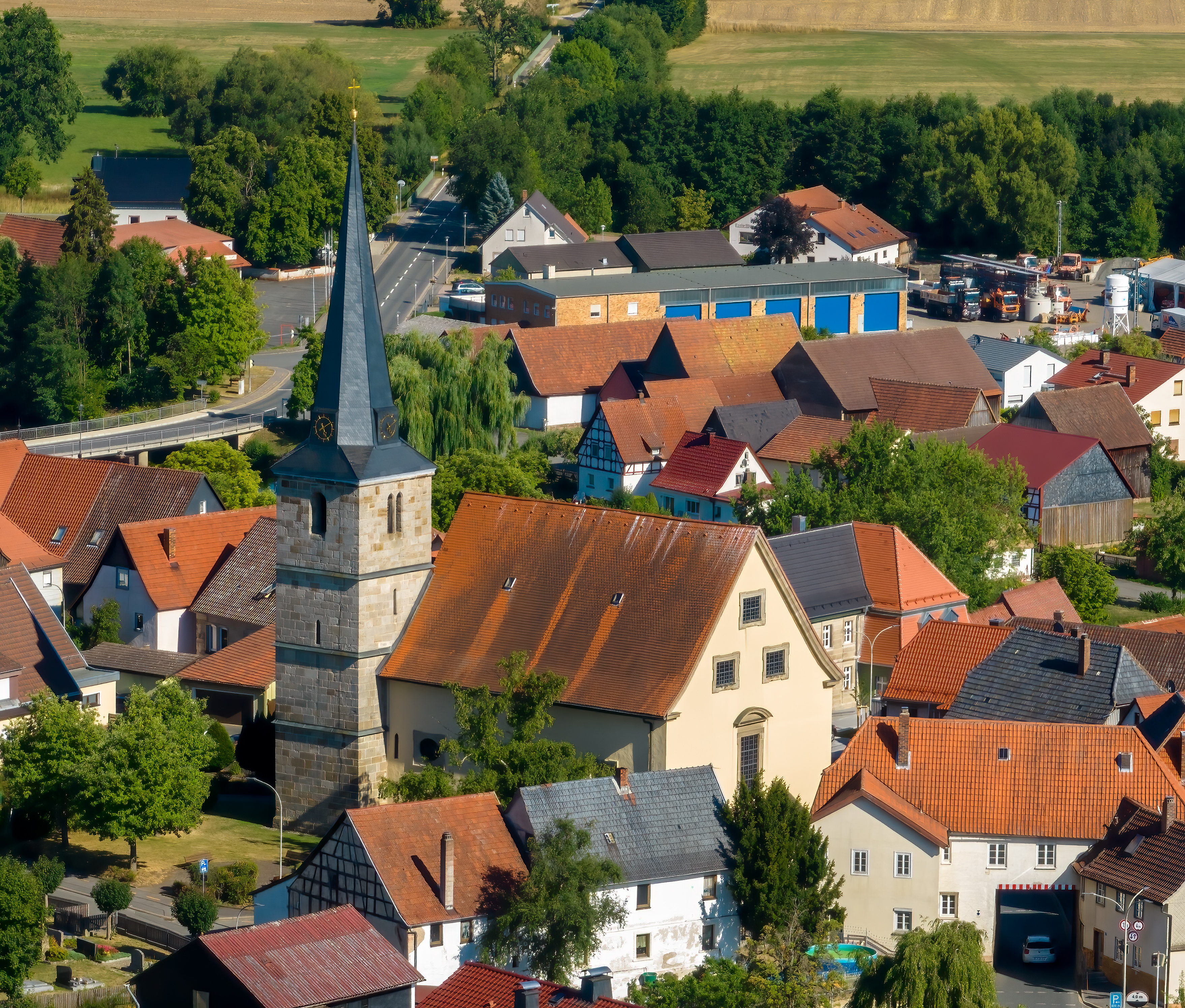
Katholische Pfarrkirche St. Michael in Marktzeuln

Die römisch-katholische Pfarrkirche St. Michael in Marktzeuln, einem Markt im oberfränkischen Landkreis Lichtenfels, geht auf eine Kapelle aus dem 13. Jahrhundert zurück. Die Pfarrei gehört zum Seelsorgebereich Lichtenfels-Obermain des Erzbistums Bamberg.

## Geschichte
Anfangs gehörte Zeuln zur Pfarrei Graitz. Eine Kapelle St. Georg bestand in Zeuln schon im 13. Jahrhundert. Im 14. Jahrhundert entstand daraus der Chor. Bauarbeiten am Langhaus sind für 1451 belegt. Der Kirchturm an der Nordseite des Chores wird dem Anfang des 16. Jahrhunderts zugeordnet, der Helm entstand 1589. Um 1482 war das Gotteshaus eine Graitzer Filialkirche mit einem eigenen Priester. Am 2. Oktober 1510 wurde Zeuln zur selbstständigen Pfarrei erhoben.
Der Main oberhalb von Bamberg bildete früher die Grenze zwischen den Bistümern Bamberg und Würzburg. Marktzeuln gehörte zwar zum Hochstift Bamberg, der Pfarrer unterstand aber dem Würzburger Bischof. Im Rahmen der Neueinteilung der bayerischen Diözesen wurde die Pfarrei 1808 dem Bistum Bamberg zugeordnet. Im Jahr 1538 wurde Zeuln im Zuge der Reformation protestantisch. Erst 1651 erfolgte im Rahmen der Gegenreformation mit Johann Zethner die Wiedereinsetzung eines katholischen Pfarrers.

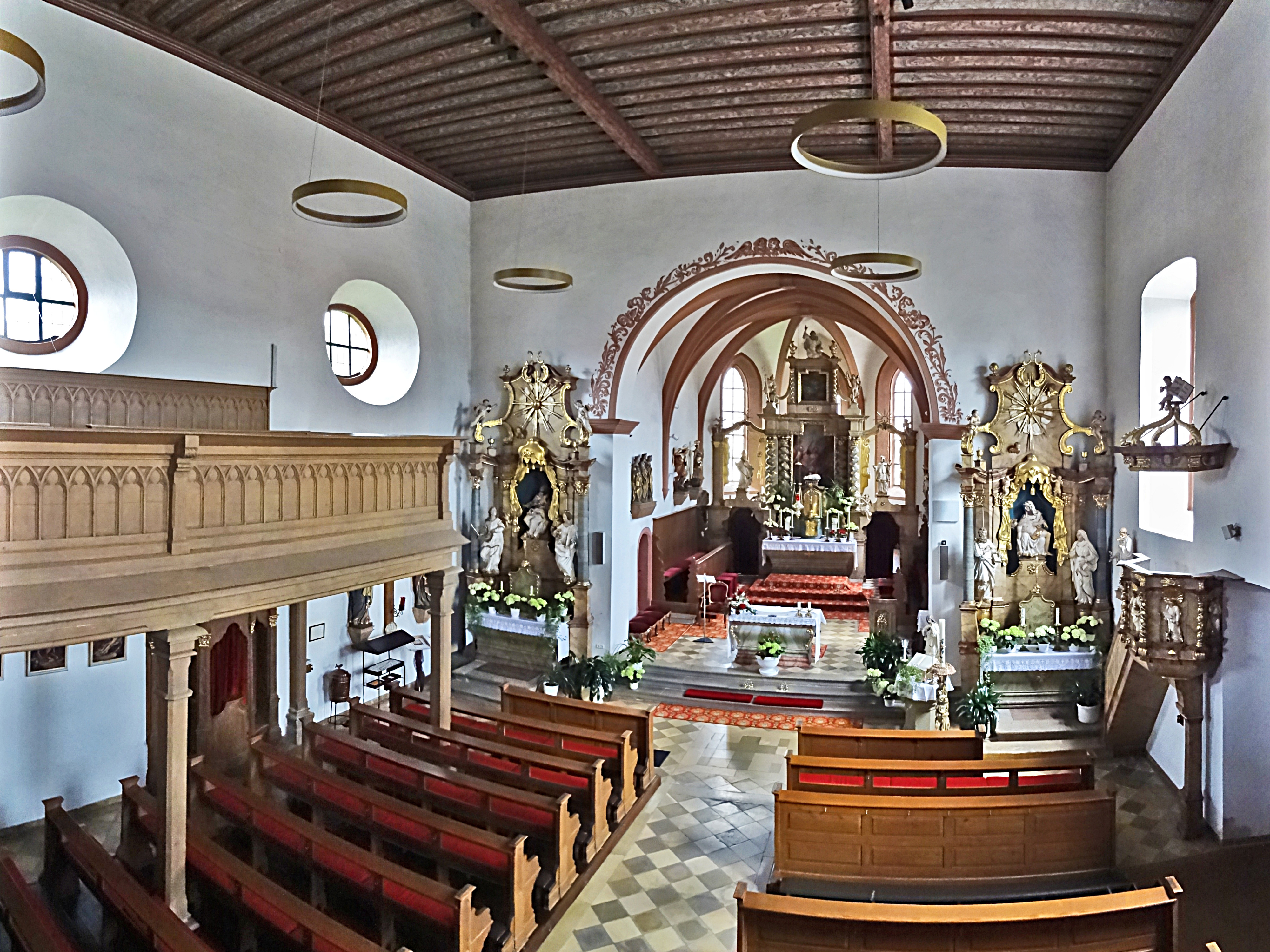
Innenansicht

Die Erweiterung des Langhauses erfolgte von 1699 bis 1701. Um 1900 erfolgte der Anbau der heutigen Sakristei, die zuvor im Kirchturm untergebracht war. Außerdem wurde eine Empore mit der pneumatischen Orgel des Bayreuther Orgelbauers Wolf & Sohn eingebaut. Renovierungen ließ die Gemeinde unter anderem 1954, 1967, 1980, 1987 und 2009 durchführen. Der Volksaltar und der Ambo stammen aus dem Jahr 1974.

## Baubeschreibung
Das Gotteshaus ist eine Saalkirche. Der Chor ist eingezogen und besitzt einen Dachreiter. Er ist 5/8 geschlossen, hat ein Joch und wird von einem Kreuzgratgewölbe überspannt.
Der Kirchturm hat einen spitzen, schiefergedeckten Achteckhelm. Das Langhaus mit seinem Satteldach wird von einer mit Blumen, Kräutern und Engeln bemalten Holzbalkendecke überspannt. Im Innenraum befindet sich auf der West- und Nordseite eine eingeschossige Empore.

## Ausstattung

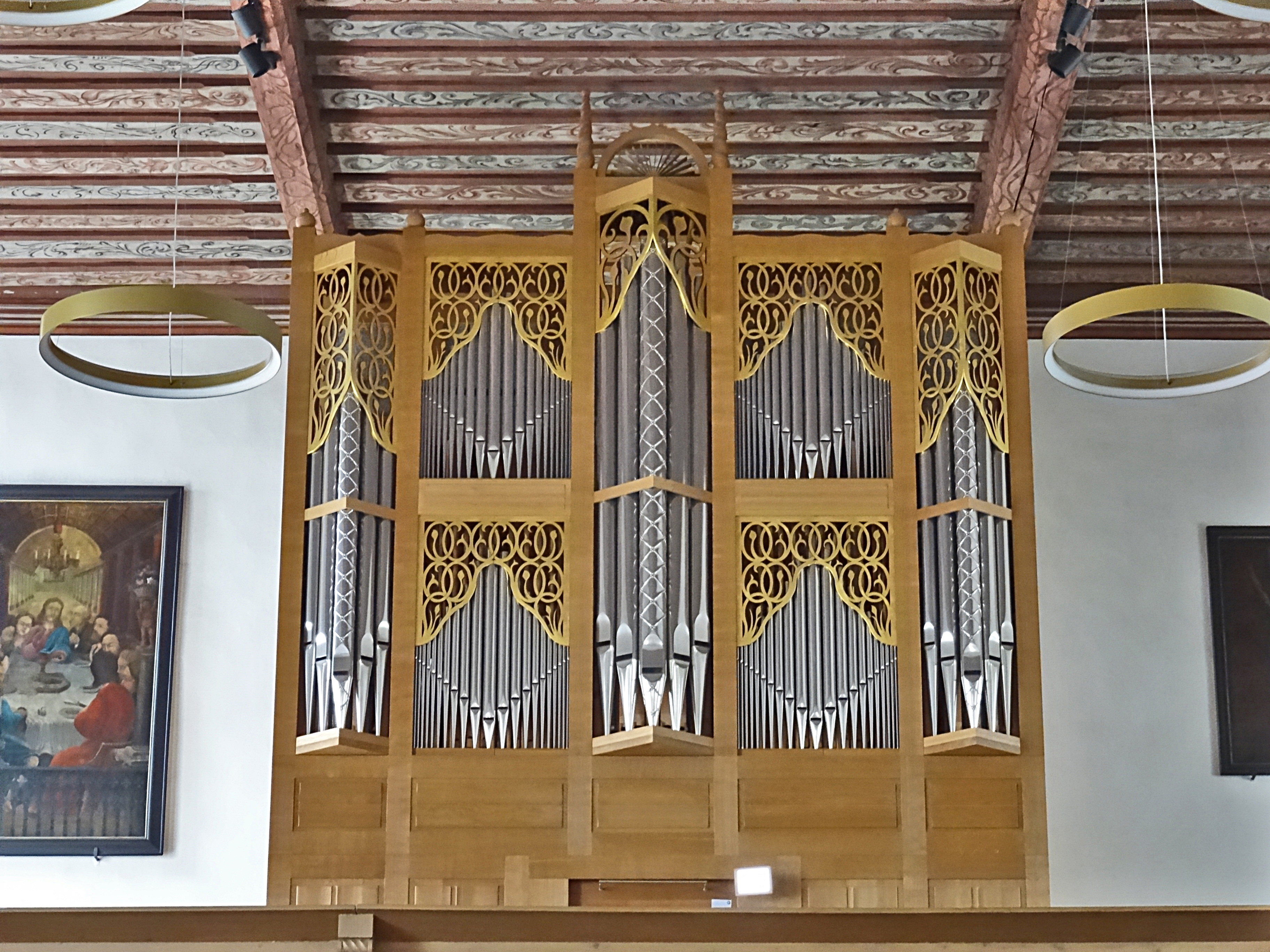
Rohlf-Orgel

Der Hochaltar stammt aus dem Jahr 1707. Er hat einen marmorierten Holzaufbau. Das große Altarbild zeigt den Kirchenpatron, den Erzengel Michael, im Kampf gegen den Drachen. Aus der gleichen Zeit stammen die Seitenaltäre. Der rechte Seitenaltar, der Mutter-Gottes-Altar, zeigt die leidende Gottesmutter, eingerahmt von den Eltern, dem heiligen Joachim und der heiligen Anna. Der linke Seitenaltar, der Josefsaltar, zeigt unter anderem eine Darstellung des heiligen Josef. Das Taufbecken aus Sandstein stammt wohl aus dem 16. Jahrhundert. Die Seitenaltäre entstanden um 1760/1770. Im Chor befindet sich eine Hochreliefgruppe mit Maria, Margareta und Katharina.
Die Orgel stellte 2001 der Orgelbaumeister Johannes Rohlf auf. Sie hat 20 Register auf zwei Manualen und Pedal.
Im Kirchturm hängt seit 1553 die dem heiligen Georg geweihte große Glocke mit 450 kg Masse. Die mittlere Glocke ist dem Erzengel Michael geweiht und stammt aus dem Jahr 1756. Die dritte Glocke wurde 1924 in den Turm gezogen.